# Chapter Two: Use It
"Chapter Two: Use It" es el segundo episodio de la primera temporada de la serie de televisión de crimen y comedia negra Barry. El episodio fue escrito por los creadores de la serie Alec Berg y Bill Hader, y dirigido por Hader, quien también actúa como protagonista. Se transmitió por primera vez en HBO en Estados Unidos el 1 de abril de 2018.
La serie sigue a Barry Berkman, un sicario de Cleveland que viaja a Los Ángeles para matar a alguien, pero se une a una clase de actuación impartida por Gene Cousineau, donde conoce a la aspirante a actriz Sally Reed y comienza a cuestionar su camino en la vida mientras lidia con su asociados criminales como Monroe Fuches y NoHo Hank. En este episodio, la muerte de Ryan Madison devasta a la clase de actuación y deciden realizar un homenaje en el escenario a Ryan. Barry y Fuches también se enfrentan a Goran Pazar por el fracaso de Barry al matar a Ryan.
De acuerdo con Nielsen Media Research, el episodio fue visto por aproximadamente 0,641 millones de espectadores domésticos y obtuvo una cuota de audiencia del 0,2 entre los adultos de 18 a 49 años. El episodio recibió elogios de la crítica, que elogió las actuaciones, la escritura y generó impulso desde el estreno.

## Trama
Barry (Bill Hader) esta practicando con Sally (Sarah Goldberg) cuando Gene (Henry Winkler) informa a la clase sobre la muerte de Ryan, cuyo verdadero nombre era Richard Krempf, devastándolos. Gene les dice que deberían utilizar su dolor para sus métodos de actuación, dejándoles tomarse el día libre. En cambio, la clase decide planificar un homenaje en el escenario para Ryan, y cada uno representa una escena que les haga recordarlo. Mientras tanto, el Departamento de Policía de Los Ángeles está investigando la muerte de Ryan y descubre la cámara del lápiz labial. Sin embargo, no logran obtener una pista porque no saben cómo funciona, lo que frustra a Janice Moss (Paula Newsome), una detective que ha iniciado la investigación del hecho.
Barry visita a Fuches (Stephen Root) en su habitación de hotel, donde le comenta su enojo por el intento de los chechenos de matar a Barry. Barry quiere que Fuches salga de la ciudad, pero Fuches quiere que ambos vayan a la guerra contra ellos. Barry se marcha en parte para responder a una llamada de Sally, quien le pide que actúe con ella en una escena de Doubt, lo cual acepta. Los secuaces chechenos pronto llegan y atacan brutalmente a Fuches, luego los secuestran a ambos.
Barry y Fuches son llevados ante Hank (Anthony Carrigan) y Pazar (Glenn Fleshler), quienes están enojados porque Barry mató a uno de sus hombres y quiere que mate a un informante por él. Barry se niega, incluso cuando los chechenos comienzan a torturar a Fuches limándole los dientes. Barry acepta de mala gana, pero los chechenos se quedarán con Fuches hasta que complete el trabajo. Esa noche en el memorial, Barry y Sally se preparan para su escena, donde Barry se da cuenta de que su pieza fue la última que Sally y Ryan interpretaron juntos en clase.
En el acto de homenaje, se informa a Barry que su objetivo se llama Paco Zambrana y se le da su dirección. Antes de su actuación, el padre de Ryan, George Krempf (Michael Bofshever), pronuncia un discurso en el que, entre lágrimas, les agradece su compromiso y se derrumba al preguntar quién mataría a su hijo. El discurso impacta fuertemente a Barry, quien se enfurece al sentirse afectado al darse cuenta del daño que le infligió al padre de Ryan. Sally lo consuela y decide cancelar su actuación. Luego, el bar coloca una placa "In Memoriam" de Ryan en su honor. Luego, Barry acompaña a Sally a casa, quien de repente dice que no deberían tener relaciones sexuales, aunque Barry dice que esa no era su intención, sorprendiéndola. Cuando Barry se va, se ve a un checheno tomando fotografías de Sally.

## Producción

### Desarrollo
En febrero de 2018, el título del episodio se reveló como "Chapter Two: Use It" y se anunció que los creadores de la serie Alec Berg y Bill Hader habían escrito el episodio mientras Hader lo había dirigido. Este fue el segundo crédito de escritura de Hader, el segundo crédito de escritura de Berg y el segundo crédito de dirección de Hader.

## Recepción

### Espectadores
El episodio fue visto por 0,641 millones de espectadores, obteniendo un 0,2 en la clasificación demográfica de 18 a 49 años en la escala de clasificación de Nielson. Esto significa que el 0,2 por ciento de todos los hogares con televisores vieron el episodio. Este fue un aumento del 13% con respecto al episodio anterior, que fue visto por 0,564 millones de espectadores con un 0,2 en el grupo demográfico de 18 a 49 años.

### Reseñas críticas
"Chapter Two: Use It" recibió elogios de la crítica. Vikram Murthi de The A.V. Club le dio al episodio una "A-" y escribió: "Barry no se anda con rodeos sobre los talentos reales de la clase; la mayoría son terribles y los mejores, como Sally, todavía son algo mediocres, pero trata a la comunidad. La clase de actuación de Gene brinda esperanza a aquellos que de otro modo se tambalean, proporcionándoles un sentido de propósito o una vía para ejercer sus pasiones. Barry no es un actor, pero quiere ser algo, y aunque. Requiere más de él de lo que esperaba y tampoco está dispuesto a dejarlo atrás".
Nick Harley de Den of Geek escribió: "Una vez más, estoy impresionado por lo bien que Barry puede equilibrar sus tonos dispares. El daño obvio y la seriedad de Barry hacen que este programa conmueva de una manera interesante. Me involucró tanto en el personaje. temprano y honestamente preocupado tanto por su bienestar que aprecio aún más los momentos de ligereza cuando llegan. Además, en dos episodios es sorprendente la cantidad de trabajo narrativo que ha realizado este programa. "Estoy seguro de que he visto nuevas series, no puedo esperar a que los fanáticos ocasionales de la televisión se enteren". Charles Bramesco de Vulture le dio al episodio una calificación de 4 estrellas sobre 5 y escribió: "En su segundo episodio, 'Use It', Barry se presenta completamente como la comedia de situación en el lugar de trabajo sugerida por las pequeñas y divertidas banalidades del piloto. No importa si eres un pistolero contratado, un gángster o un policía: todos están sujetos a la misma incompetencia, mezquindad y torpeza de la oficina promedio de venta minorista de papel. Bill Hader abre una rica vena cómica. contrastando los sensacionales riesgos de vida o muerte del género criminal con el nerviosismo interdepartamental y las incómodas reuniones con clientes".